# Easy (Le Sserafim)
Easy è il terzo EP del gruppo femminile sudcoreano Le Sserafim. Pubblicato il 19 febbraio 2023 dalla Source Music, contiene cinque tracce.

## Descrizione
L'EP prende ispirazione dalla preoccupazione e dal disagio che i membri del gruppo provano e nascondono dietro uno scudo di fiducia in se stesse.
Il brano d'apertura Good Bones è una traccia con contaminazioni rock and roll dove i membri cantano in coreano, giapponese e inglese, mentre Easy è una canzone trap e R&B che parla di come il gruppo si sforzi di far sembrare semplici cose difficili.
La traccia Swan Song parla di come i membri dietro le quinte stiano lavorando incessantemente anche se esteriormente sembrano dei cigni; invece, Smart è una composizione ispirata dall'afropop e dall'amapiano.
L'ultima traccia We Got So Much è una canzone scritta dai membri Huh Yunjin e Hong Eunchae in onore dei fan del gruppo.

## Promozione
Prima della pubblicazione del lavoro, le Le Sserafim hanno tenuto due eventi dal vivo coi fan, trasmessi anche su Youtube e Weverse, per presentare l'EP, cantare le nuove tracce e connettere con i fan.

## Tracce
1. Good Bones – 2:40 (Score (13), Megatone (13), "Hitman" Bang, Hybe)
2. Easy – 2:45 (Amanda "Kiddo A.I." Ibanez, Sean Turk, Joseph Barrios, Alex Fernandez, Jordyn Smith, Hadar Adora, Supreme Boi, Score (13), Megatone (13), "Hitman" Bang)
3. Swan Song – 2:37 (Slow Rabbit, Justin Tranter, Sarah Troy, Supreme Boi, Score (13), Megatone (13), "Hitman" Bang, Kim Chae-won, Sakura, Kazuha, Huh Yun-jin)
4. Smart – 2:46 (Score (13), Megatone (13), Supreme Boi, Arineh Karimi, BB Elliot, Zzz.,"Hitman" Bang, Paige Garabito, Huh Yun-jin, Jasmin Lee Maming, Teodor Herrgårdh, Hadar Adora, Charli, Lee Eun-hwa (153/Joombas))
5. We Got So Much – 2:46 (Noh Ju-hwan, Sofia Vivere, Danke, Huh Yun-jin, "Hitman" Bang, Hong Eun-chae, Score (13), Megatone (13))

## Formazione
- Kim Chaewon – voce, testo e musica (traccia 3)
- Sakura – voce, testo e musica (traccia 3)
- Huh Yunjin – voce, testo e musica (tracce 3, 4, 5)
- Kazuha – voce, testo e musica (traccia 3)
- Hong Eunchae – voce, testo e musica (traccia 5)

## Classifiche

### Classifiche settimanali
| Classifica (2024) | Posizione massima |
| ----------------- | ----------------- |
| Belgio (Fiandre)  | 56                |
| Belgio (Vallonia) | 68                |
| Canada            | 73                |
| Croazia           | 5                 |
| Corea del Sud     | 1                 |
| Germania          | 75                |
| Giappone          | 1                 |
| Nigeria           | 72                |
| Nuova Zelanda     | 30                |
| Stati Uniti       | 8                 |
| Svezia            | 15                |
| Ungheria          | 27                |